# Amanda Beard
Amanda Ray Beard, född 29 oktober 1981 i Newport Beach i Kalifornien, är en amerikansk simmare som vunnit sju OS-medaljer. Beard har totalt medverkat vid fyra OS (1996, 2000, 2004 och 2008). Hon är även fotomodell och har bland annat medverkat i playboy och i en kampanj åt People for the Ethical Treatment of Animals.

### Fotnoter
1. ↑  ”Amanda Beard Bio, Stats, and Results - Olympics at Sports.reference.com”. sportsreference.com. Sportsreference. Arkiverad från originalet den 29 januari 2010. https://web.archive.org/web/20100129011840/http://www.sports-reference.com/olympics/athletes/be/amanda-beard-1.html. Läst 10 november 2015.